# Thyreodon elegans
Thyreodon elegans är en stekelart som beskrevs av Cresson 1865. Thyreodon elegans ingår i släktet Thyreodon och familjen brokparasitsteklar. Inga underarter finns listade i Catalogue of Life.